# Rupjmaize
Rupjmaize es un pan oscuro tradicional preparado con centeno y considerado un alimento base de la dieta en Letonia. La referencia más antigua al pan de centeno letón se encuentra en un recetario de cocina de 1901.
El pan se cuece en un horno de madera usando harina de centeno gruesa (tipos 1740. y 1800.), a la que se agrega malta y semillas de alcaravea, lo que le otorga al pan su aroma y sabor característico.
También se lo utiliza para preparar rupjmaizes kārtojums, un postre tradicional de Letonia.